# Бот
Бот је скраћени назив за софтверског робота, односно интелигентног софтверског агента, који често укључују и елементе вештачке интелигенције. 
Бот, као и други роботи, има улогу да замени рад човека али у овом случају у виртуелном свету. Бот може да крстари самостално интернетом, прави лажне корисничке налоге, шаље имејл поруке, користи чет, модерише садржај неког сајта, изврши хакерски напад на неки сајт и још много тога све у зависности чему је намењен односно како је програмиран. Све више данашњих сајтова користе заштиту од непожељних (страних) ботова али користе и своје ботове како би уређивали или модерисали садржај.
У Србији се зато у пренесеном значењу овај појам користи и за припаднике такозваних интернет тимова политичких странака који организовано пишу коментаре подршке својим партијама на веб-порталима или дају подршку свиђањем тих коментара. Често се полемисало да ли заиста постоје такви тимови, да ли то раде насумично људи сличних ставова или то можда ради бот имплементиран на одређеном веб-порталу односно злонамерни бот изван веб-портала који врши напад. Заправо остало је нејасно да ли то раде људи или софтверски робот унапред подешен. Неке од метода препознати робота је и тај да он никад не прави грешке у куцању (не изоставља слова, тачке, итд) и обично избацује једноставне реченице у којима се одређени фонд речи често понавља нпр. ’браво’, ’свака част’, ’тако је’, ’у праву је’ итд.

## Интернет бот
Интернет бот се интегрише на веб локацијама, понашајући се на мрежи као да је он сам човек. Најчешће се примењује због рекламе или спама, али и због корисних ствари као што су техничка подршка кориснику, помоћ при учењу на даљину, итд.
Једни од најзаступљенијих Интернет ботова су Чет-бот и Спам-бот.

### Чет-бот
Чет-бот покушава да опонаша чет партнера. Постоје добронамерни и злонамерни чет-ботови.
- Добронамерни се обично користе као техничка подршка за одређен сајт односно производ, како би кориснику помогли да лакше дође до информација које жели. Они се готово увек представљају као бот да би кориснику скренули пажњу да разговара са машином. Значајна им је и употреба и у образовању, када могу преузети улогу инструктора или предавача.

- Злонамерни обично не желе да буду откривени као машина већ да корисник помисли да комуницира са човеком. Ти ботови углавном имају сврху да рекламирају одређену веб локацију и корисника упуте на њу. Најчешће се појављују на веб-чет локацијама или у виду банера на одређеним сајтовима.

### Спам-бот
Спам-бот спада у категорију штетних софтвера и може служити да рекламира одређену веб локацију односно производ или имати сврху да науди одређеној интернет страници, кориснику или групи корисника. Може правити аутоматске налоге на одређеној интернет страници, најчешће форумима, и остављати велики број унапред дефинисаних порука. Те поруке могу имати за циљ да рекламирају одређену веб локацију односно производ или могу имати задатак да ометају нормалну дискусију међу корисницима тако да је учине мање разумљивом и тиме тој интернет страници наруши рејтинг. Као једна од најбољих заштита од спам-ботова користи се стопка (енгл. CAPTCHA) којом се одређује да ли је корисник човек или бот.

## Играчки бот
Играчки бот се користи у рачунарским играма где опонаша противника играчу. Добро познати примери су рачунарски шах и игре стратегије са више противничких страна. Такође ширу примену имају и у тимским играма, када тиму недостаје играч бот преузима његову улогу.

## Страначки бот (бивша Југославија)
У пренесеном значењу јер деловањем подсећају на софтверског робота, "страначким ботовима" се у земљама бивше Југославије називају чланови политичких партија (обично они нижеразредни) који за малу надокнаду куцају афирмативне коментаре у корист своје партије или њеног лидера на оним веб-порталима који користе антибот стопке. Овакве активности су најизраженије током предизборних кампања. "Страначко ботовање", поред куцања афирмативних коментара, укључује и вештачки утицај на однос оцена испод коментара ("плусева" и "минуса"), тако што једна особа више пута оцени исти коментар уз помоћ софтвера за скривање корисникове праве IP адресе. Иако политичке странке одбијају да признају овакве активности, оне се најчешће приписују владајућим и највећим опозиционим странкама.

## Израз „боте један”
У пренесеном значењу, када се неком каже „боте један” , алудира се на људе који не мисле својом главом или када им се жели рећи да су глупи или праве грешке. Израз је настао међу играчима популарне игре Counter-Strike где су се могли користити ботови када није било довољно саиграча. Међутим, ботови у датој игри су се често „заглупљивали” тј. ударали у зидове, заглављивали, ометали, па нису служили примерено намењеној им сврси. Тако су играчи почели ословљавати оне који често греше, или су, пак, бескорисни, ботовима.